# Alphonse Dumon de Menten de Horne
Alphonse Dumon de Menten de Horne, né le 29 octobre 1842 à Bruges où il décéda le 17 juin 1923, fut un homme politique libéral belge.
Dumon fut industriel. Il fut élu sénateur de l'arrondissement de Bruges dès 1919.

## Sources
- Liberaal Archief